# Kiscserged
Kiscserged (románul: Cerghizel) falu Maros megyében, Erdélyben. Közigazgatásilag Nyárádtő városhoz tartozik.

## Fekvése
A Marostól délre, a Cserged patak völgyében fekszik, Nyárádtőtől 3 km-re délre. Áthalad rajta a DJ151B megyei út.